# Punta Negra, Belize
Punta Negra är en udde i Belize. Den ligger i distriktet Toledo, i den södra delen av landet, 110 km söder om huvudstaden Belmopan.